# Aristobia hispida
Aristobia hispida es una especie de escarabajo longicornio del género Aristobia, subfamilia Lamiinae. Fue descrita científicamente por Saunders en 1853.
Se distribuye por China y Vietnam. Mide 20-33 milímetros de longitud.